# Contee dell'Irlanda

Contee dell'Irlanda

Le contee dell'Irlanda (gaelico contaetha na hÉireann, inglese counties of Ireland) costituiscono la suddivisione territoriale di primo livello del paese e sono pari a 28 (cui si aggiungono tre municipalità, per un totale di 31 suddivisioni di primo livello).
Sebbene più recenti delle quattro storiche province, le quali non hanno alcuna valenza politica, le contee in parecchi casi hanno poteri amministrativi e governativi.
Storicamente le contee erano suddivisioni dell'intera isola d'Irlanda, e assieme alle 6 contee dell'Irlanda del Nord sono tuttora utilizzate come riferimento geografico, culturale e sportivo relativo a tutta l'isola. Le contee del nord però non hanno più alcun significato politico o amministrativo.

## Storia
Le contee sono delle suddivisioni delle antiche province irlandesi composte, solitamente, da territori più piccoli. Mentre le province sono esistite per molti secoli, le contee si svilupparono sotto la dominazione britannica e anglo-normanna, con le prime formatisi dopo l'arrivo di Strongbow e l'ultima, Wicklow, vennero formalizzate nel 1606.
Le trentadue tradizionali furono cristallizzate (mantenendo l'assetto odierno per quel che riguarda la struttura culturale) nel Local Government (Ireland) Act 1898 ("Atto del Governo Locale (Irlanda) del 1898") che diede un'impostazione politica locale all'isola simile a quella adottata a quel tempo per la Gran Bretagna, rimarcando la divisione che si era già venuta a formare consuetudinariamente e socialmente.
Contee storiche precedenti sono state Coleraine, che fu la base dell'attuale Londonderry; Nether Tyrone e Upper Tyrone, unite nel Tyrone; Desmond, suddivisa in Kerry e Cork; Caterlaugh o Caterlagh, formato dall'attuale Carlow e parte del Wicklow meridionale.
Alcune contee tutt'oggi esistenti, invece, avevano nomi diversi: la Queen's county, attuale Laois, e la King's county, attuale Offaly.

## Struttura e competenze

### Amministrazione
Molte delle ventisei contee della Repubblica d'Irlanda hanno propri poteri amministrativi nell'ambito del loro territorio, anche se alcune hanno perso la loro entità geografica, come la Contea di Dublino suddivisa in 3 nuove contee (Dún Laoghaire-Rathdown, Fingal, e South Dublin). Il Tipperary invece è stato suddiviso in North e South Tipperary per vari anni fino al 2014, quando si è adottata la riunificazione e la reistituzione della vecchia contea.
Generalmente le moderne 33 unità amministrative della Repubblica d'Irlanda sono amministrate da un County Council ("Consiglio della contea"), per la precisione ben 28 di queste.
Le città di Dublino, Cork, Limerick, Galway e Waterford sono amministrate da dei city council ("consigli cittadini"), del tutto autonomi dai consigli della contea di cui fanno parte. Fatto curioso è che la città di Kilkenny fa eccezione, in quanto è ritenuta informalmente una city, ma di fatto è un semplice borough e non un county borough, ovvero è amministrata dalla propria contea.
Comparando con la situazione italiana, una contea irlandese potrebbe corrispondere ad una provincia italiana, mentre una provincia irlandese ad una Regione Italiana.

### Educazione
Le contee si devono occupare dell'istruzione, e il sistema del Vocational Education Committee segue lo schema delle contee tradizionali, eccezion fatta per la contea di Tipperary diviso e per le città, dalle quali resta sempre esclusa Kilkenny ma viene inserita singolarmente la town di 
Dún Laoghaire.

### Contee e sport
Le contee furono conseguentemente adottate da associazioni culturali e sportive come l'Associazione Atletica Gaelica, che organizzano le proprie attività entro i confini della contea e oggi attraggono forti consensi, in particolare nel campo sportivo. La definizione di cosa definisce una contea in Irlanda è offuscata dalla crescente associazione di parte della popolazione alla loro contea amministrativa, ciò si riscontra di più (a causa di influenze storiche) nelle contee di North Tipperary, South Tipperary, e negli ultimi tempi le divisioni della contea di Dublino, Dun Laoghaire-Ratdown, Fingal e Dublino-Sud.
Le sei contee nordirlandesi interessano soltanto le competizioni sportive di calcio gaelico o hurling o altre manifestazioni culturali, in quanto il Nord Irlanda è diviso in distretti.

## Lista
| Localizzazione | Stemma | Contea                                                      | Capoluogo          | Popolazione (2016) | Superficie (km2) | Provincia |
| -------------- | ------ | ----------------------------------------------------------- | ------------------ | ------------------ | ---------------- | --------- |
|                |        | Contea di Carlow Ceatharlach                                | Carlow             | 56 875             | 896              | Leinster  |
|                |        | Contea di Cavan An Cabhán                                   | Cavan              | 76 092             | 1 931            | Ulster    |
|                |        | Contea di Clare An Clár                                     | Ennis              | 118 627            | 3 147            | Munster   |
|                |        | Contea di Cork Corcaigh                                     | Cork               | 416 574            | 7 457            | Munster   |
|                |        | Contea di Donegal Dún na nGall                              | Lifford            | 158 755            | 4 841            | Ulster    |
|                |        | Contea di Dún Laoghaire-Rathdown Dún Laoghaire-Ráth an Dúin | Dún Laoghaire      | 217 274            | 127              | Leinster  |
|                |        | Contea di Fingal Fine Gall                                  | Swords             | 296 214            | 448              | Leinster  |
|                |        | Contea di Galway Gaillimh                                   | Galway             | 179 048            | 6 148            | Connacht  |
|                |        | Contea di Kerry Ciarraí                                     | Tralee             | 147 554            | 4 746            | Munster   |
|                |        | Contea di Kildare Cill Dara                                 | Naas               | 222 130            | 1 693            | Leinster  |
|                |        | Contea di Kilkenny Cill Chainnigh                           | Kilkenny           | 99 118             | 2 061            | Leinster  |
|                |        | Contea di Laois Laois                                       | Port Laoise        | 84 732             | 1 719            | Leinster  |
|                |        | Contea di Leitrim Liatroim                                  | Carrick-on-Shannon | 31 972             | 1 588            | Connacht  |
|                |        | Contea di Limerick Luimneach                                | Limerick           | 195 175            | 2 686            | Munster   |
|                |        | Contea di Longford An Longfort                              | Longford           | 40 810             | 1 091            | Leinster  |
|                |        | Contea di Louth Lú                                          | Dundalk            | 128 375            | 820              | Leinster  |
|                |        | Contea di Mayo Maigh Eo                                     | Castlebar          | 130 425            | 5 585            | Connacht  |
|                |        | Contea di Meath An Mhí                                      | Navan              | 194 942            | 2 342            | Leinster  |
|                |        | Contea di Monaghan Muineachán                               | Monaghan           | 61 273             | 1 294            | Ulster    |
|                |        | Contea di Offaly Uíbh Fhailí                                | Tullamore          | 78 003             | 1 999            | Leinster  |
|                |        | Contea di Roscommon Ros Comáin                              | Roscommon          | 64 436             | 2 547            | Connacht  |
|                |        | Contea di Sligo Sligeach                                    | Sligo              | 65 357             | 1 836            | Connacht  |
|                |        | Contea di South Dublin Áth Cliath Theas                     | Tallaght           | 278 749            | 223              | Leinster  |
|                |        | Contea di Tipperary Tiobraid Árann                          | Nenagh             | 160 441            | 4 303            | Munster   |
|                |        | Contea di Waterford Port Láirge                             | Dungarvan          | 116 401            | 1 837            | Munster   |
|                |        | Contea di Westmeath An Iarmhí                               | Mullingar          | 88 396             | 1 838            | Leinster  |
|                |        | Contea di Wexford Loch Garman                               | Wexford            | 149 605            | 2 352            | Leinster  |
|                |        | Contea di Wicklow Cill Mhantáin                             | Wicklow            | 142 332            | 2 024            | Leinster  |
|                |        | Cork                                                        | -                  | 125 622            |                  | Munster   |
|                |        | Dublino                                                     | -                  | 553 165            |                  | Leinster  |
|                |        | Galway                                                      | -                  | 79 504             |                  | Connacht  |

La traditional county di Dublino, composta dalle contee di Dún Laoghaire-Rathdown, Fingal, South Dublin e dalla città di Dublino, conta complessivamente 1 345 402 abitanti; la traditional county di Cork, composta dall'omonima contea e dalla città di Cork, ne conta 542.196; la traditional county di Galway, composta dall'omonima contea e dalla città di Galway, ne conta 258.552.